# East West Bank Classic 2006 - Doppio
Il doppio del torneo di tennis East West Bank Classic 2006, facente parte del WTA Tour 2006, ha avuto come vincitrici Virginia Ruano Pascual e Paola Suárez che hanno battuto in finale Daniela Hantuchová e Ai Sugiyama con il punteggio di 6–3, 6–4.

## Teste di serie
1. Lisa Raymond /  Samantha Stosur (primo turno)
2. Cara Black /  Rennae Stubbs (quarti di finale)

1. Daniela Hantuchová /  Ai Sugiyama (finale)
2. Anna-Lena Grönefeld /  Meghann Shaughnessy (primo turno)

## Tabellone

### Legenda
| - Q = Qualificato - WC = Wild card - LL = Lucky loser | - ALT = Alternate - SE = Special Exempt - PR = Protected Ranking | - w/o = Walkover - r = Ritirato - d = Squalificato |